# Proceratophrys dibernardoi
Espèce
Proceratophrys dibernardoi est une espèce d'amphibiens de la famille des Odontophrynidae.

## Répartition
Cette espèce est endémique du Brésil. Elle se rencontre dans le Goiás et le Mato Grosso.

## Description
Les mâles mesurent de 28,4 à 34,6 mm et les femelles de 39,7 à 43,6 mm.

## Étymologie
Cette espèce est nommée en l'honneur de Marcos Di-Bernardo.

## Publication originale
- Brandão, Caramaschi, Vaz-Silva & Campos, 2013 : Three new species of Proceratophrys Miranda-Ribeiro 1920 from Brazilian Cerrado (Anura, Odontophrynidae). Zootaxa, no 3750, p. 321-347.